# Sisamnès
Sisamnès est un des juges royaux de l'empire perse sous le règne de Cambyse II, condamné par celui-ci, pour forfaiture, à être écorché vif. 

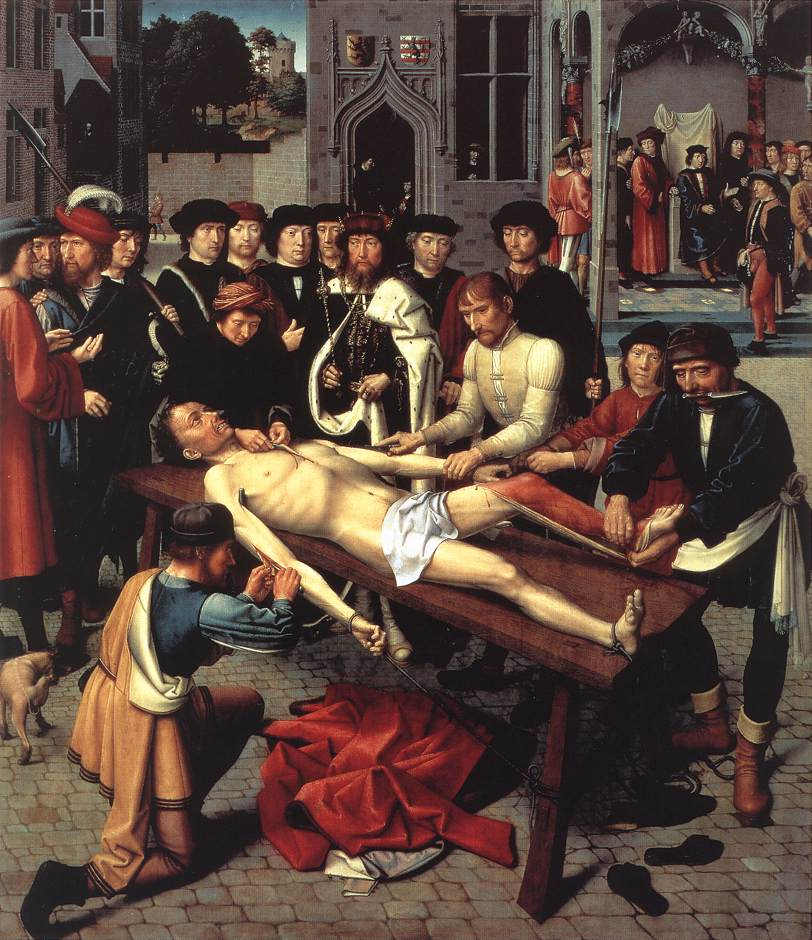
Gerard David, Le Jugement de Cambyse : Le Supplice, Bruges, musée Groeninge.

## Histoire
Le juge Sisamnès aurait abusé de son pouvoir en acceptant de rendre une sentence inique pour une certaine somme d'argent.
Hérodote raconte que le roi perse Cambyse le fait écorcher vif pour le punir de sa prévarication.
Ce supplice dont le principe émane de l'imagination du roi, celui de déposséder le supplicié de son enveloppe cutanée et ce sur toute la surface de son corps, a pour nom le Jugement de Cambyse.
Selon Hérodote, Cambyse ordonne que l’on découpe des bandes de peau du supplicié et qu’on les tende sur le siège du juge. Une fois le siège recouvert, Cambyse désigne le fils de Sisamnès, Otanès, pour succéder à son père en lui commandant de se rappeler sur quel siège il est assis lorsqu'il rend la justice,.

## Le Jugement de Cambyse en art
Entre le XVe et le XVIIe siècle, plusieurs artistes reprennent et illustrent cette histoire, parmi lesquels Rubens,  et Gérard David. Plusieurs de ces peintures sont commandées pour être affichées au sein des hôtels de ville de diverses cités belges, flamandes ou hollandaises. Ces peintures, qui illustrent l'écorchage vivant d'un magistrat corrompu, servent à impressionner les magistrats de l'époque qui rendent à leur tour d'autres jugements.

### Peinture par Gérard David
Le peintre flamand Gérard David réalise en 1498 un diptyque, Le Jugement de Cambyse, qui représente l'arrestation de Sisamnès et sa torture. Ce chef-d’œuvre, typique de l'art primitif flamand, est visible au musée Groeninge de Bruges. Il a été commandé au peintre pour orner la salle des échevins de l'Hôtel de ville de Bruges, dans laquelle les magistrats rendaient leurs jugements.

### Peinture par Rubens
L'Hôtel de ville de Bruxelles commande au peintre flamand Pierre Paul Rubens une œuvre sur un thème identique, toujours pour figurer dans l'hôtel de ville. Le travail est finalisé entre 1622 et 1626.
Toutefois, une forte attaque française, par un bombardement contre la ville en 1695 détruit l'œuvre, dont il ne subsiste aujourd'hui que quelques copies du travail.